# Masumura Yasuzō

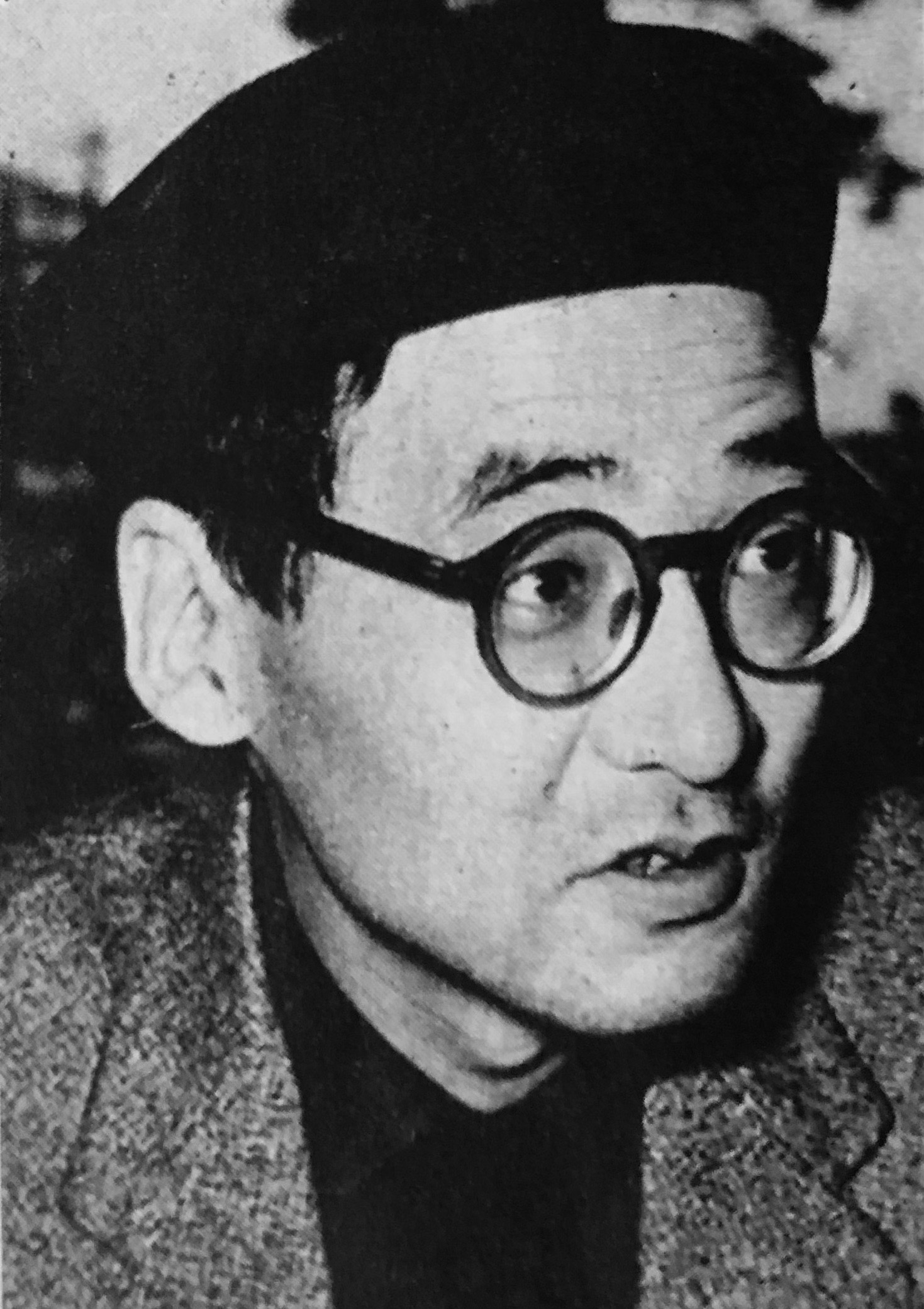
Yasuzo Masumura (1962)

Masumura Yasuzō (anhörenⓘ; japanisch 増村 保造 anhörenⓘ; * 25. August 1924 in Kōfu, Präfektur Yamanashi; † 23. November 1986) war ein japanischer Filmregisseur.

## Leben
Masumara arbeitete nach dem Abbruch seines Jurastudiums an der Universität Tokio als Regieassistent bei der Daiei Motion Picture Company. Später kehrte er an die Universität zurück und studierte Philosophie mit erfolgreichem Abschluss 1949. Mit Hilfe eines Filmstipendiums ging Masumura nach Italien und studierte am Centro Sperimentale di Cinematografia Filmwissenschaften. Dabei arbeitete er mit Michelangelo Antonioni, Federico Fellini und Luchino Visconti zusammen.
Ab 1953 ging er wieder nach Japan und arbeitet ab 1955 als Regieassistent unter Kenji Mizoguchi und Kon Ichikawa, bevor er 1957 für seinen eigenen Film Kuchizuke Regie führen durfte. Nach mehr als drei Jahrzehnten und mehr als 60 Filmen starb Masumura 1986.

## Filmografie (Auswahl)
- 1957: Kuchizuke
- 1957: Aozora Musume
- 1957: Danryū
- 1958: Hyōheki
- 1958: Kyojin to Gangu
- 1959: Saikō Shukun Fujin
- 1959: Bibō ni Tsumi ari
- 1960: Ashi ni sawatta Onna
- 1963: Kuro no Hōkokushō
- 1965: Seisaku no Tsuma (Seisakus Frau)
- 1966: Die Tätowierung (Irezumi)
- 1968: Sex Check: Daini no Sei
- 1969: Die blinde Bestie (Mōjū)
- 1980: Der Garten Eden (Eden no sono/Giardino dell’Eden)
- 1982: Konoko no Nanatsu no Oiwai ni